# Hans Degen
Hans Degen (ur. 18 lutego 1899 w Rosenheim, zm. 8 listopada 1971) – niemiecki wojskowy, generalleutnant.

## Odznaczenia
- Krzyż Rycerski Krzyża Żelaznego (1945)
- Złoty Krzyż Niemiecki (1941)
- Krzyż Żelazny 1939 I klasy
- Krzyż Żelazny 1914 II klasy
- Czarna Odznaka za Rany (1918)